# Dongyin (köpinghuvudort i Kina, Hainan Sheng, lat 19,96, long 109,64)
Dongyin är en köpinghuvudort i Kina. Den ligger i provinsen Hainan, i den södra delen av landet, omkring 74 kilometer väster om provinshuvudstaden Haikou. Antalet invånare är 22 804. Befolkningen består av 10 661 kvinnor och 12 143 män. Barn under 15 år utgör 26,0 %, vuxna 15-64 år 64 %, och äldre över 65 år 8,0 %.
Runt Dongyin är det tätbefolkat, med 266 invånare per kvadratkilometer. Närmaste större samhälle är Lincheng, 7,4 km sydost om Dongyin. I omgivningarna runt Dongyin växer huvudsakligen savannskog.
Genomsnittlig årsnederbörd är 2 661 millimeter. Den regnigaste månaden är juli, med i genomsnitt 450 mm nederbörd, och den torraste är januari, med 24 mm nederbörd.